# Outlaws (brittisk musikgrupp)
The Outlaws (också känd som The Chaps, The Rally Rounders, The Six Shooters och The Admirals) var ett brittiskt instrumentalband under 1960-talet. Bland medlemmarna fanns bland andra Mick Underwood, Nicky Hopkins, Chas Hodges och Ritchie Blackmore.

## Diskografi (urval)
Studioalbum
- 1961 – Dream Of The West

Singlar
- 1961 – "Tribute To Buddy Holly" / "What's The Matter" (som Mike Berry & the Outlaws)
- 1961 – "Swingin' Low" / "Spring is Near" (#46 på UK Singles Chart)
- 1961 – "Ambush" / "Indian Brave" (UK #43)
- 1961 – "Valley of the Sioux" / "Crazy Drums"
- 1961 – "Will You Love Me Tomorrow" / "My Baby Doll" (som Mike Berry & the Outlaws)
- 1962 – "Ku-Pow!" / "Last Stage West"
- 1962 – "Sioux Serenade" / "Fort Knox"
- 1962 – "Loneliness" / "Don't You Think It's Time" (som Mike Berry & the Outlaws)
- 1963 – "Poppin' Medley Part 1" / "Poppin' Medley Part 2" (som The Chaps)
- 1963 – "Return of The Outlaws" / "Texan Spiritual"
- 1963 – "That Set the Wild West Free" / "Hobo"
- 1963 – "My Little Baby" / "You'll Do It You'll Fall In Love" (som Mike Berry & the Outlaws)
- 1963 – "Law and Order" / "Do Da Day"
- 1964 – "The Bike Beat 1" / "The Bike Beat 2" (som The Rally Rounders)
- 1964 – "Keep a Knockin'" / "Shake with Me"
- 1964 – "Galway Bay" / "Livin' Alone" (som Houston Wells & the Outlaws)
- 1965 – "Don't Cry" / "Only for You" (utgiven i USA)
- 1991 – "Fool's Paradise" / "I Believe" (som Mike Berry & the Outlaws)

Samlingsalbum
- 1989 – Sounds Of The Sixties (som Mike Berry & the Outlaws)
- 1990 – Ride Again (The Single As & Bs)